# Sac lacrimal
El sac lacrimal és l'extrem superior dilatat del conducte nasolacrimal, i està allotjat en un solc profund format per l'os lacrimal i l'apòfisi frontal del maxil·lar. Connecta els canalicles lacrimals, que drenen les llàgrimes de la superfície de l'ull, i el conducte nasolacrimal, que transporta aquest líquid a la cavitat nasal. L'oclusió del sac lacrimal condueix a la dacriocistitis.